# 小锁龙属
小锁龙（属名：Microcleidus）是蛇颈龙亚目的一个已灭绝属，拥有40节颈椎及28节尾椎组成的短尾。化石发现于法国、德国和卢森堡的波西多尼亚页岩及英国的明矾页岩组。

## 描述

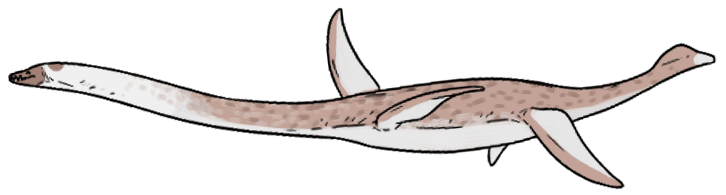
平椎小锁龙复原图

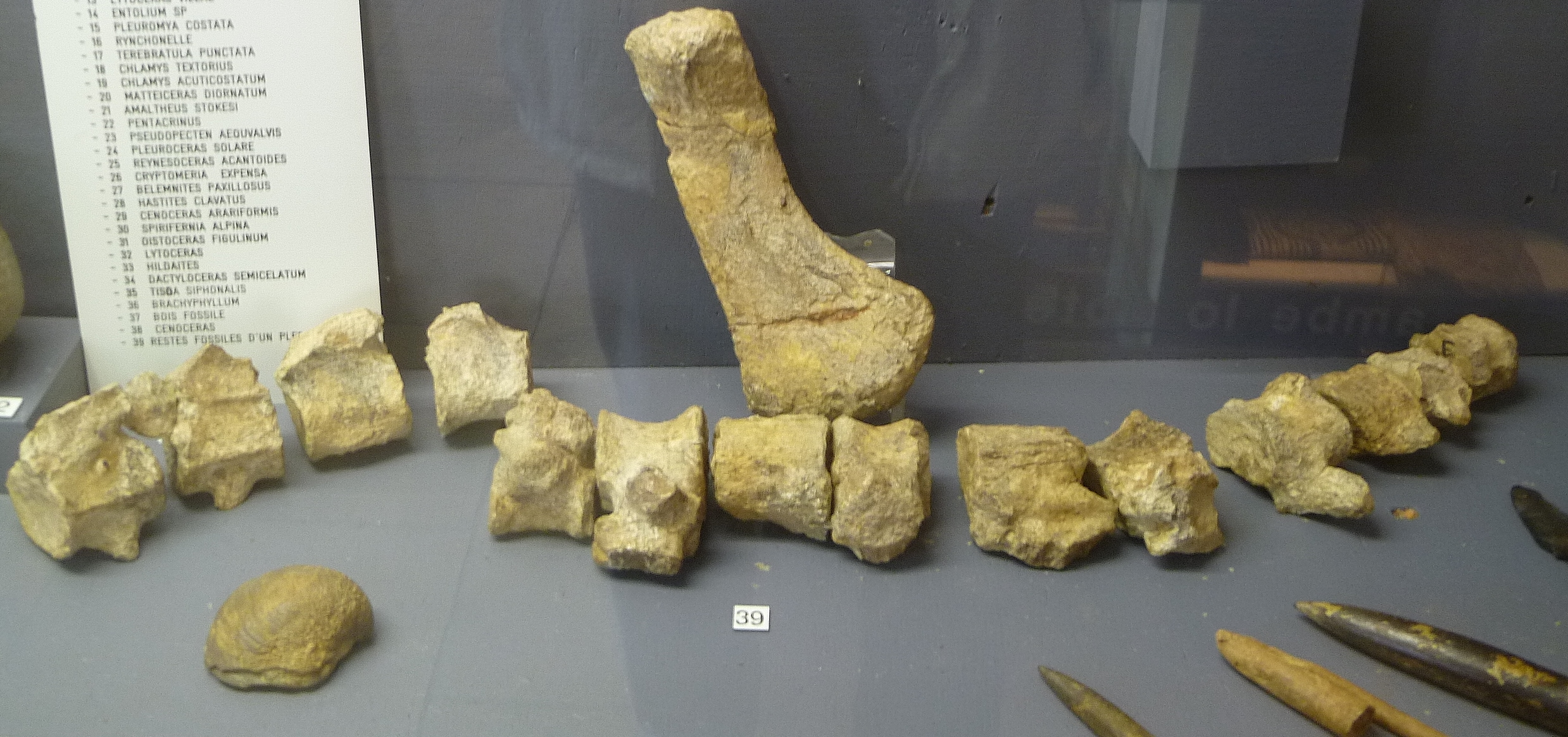
箭石旁边的图尔内米尔小锁龙化石

模式种平椎小锁龙（M. homalospondylus）体型最大，据测量为5.1米（17英尺）长、650（1,430磅）重。其它物种体型较小：图尔内米尔小锁龙（M. tournemirensis）长约4米（13英尺）、重约300（660磅），水妖小锁龙（M. melusinae）长约3米（9.8英尺）、重约120（260磅）。

## 分类
所属物种包括平椎小锁龙（Owen 1865）及巨鳍小锁龙（Seeley 1865）。
图尔内米尔奥克龙（Occitanosaurus tournemirensis，原“图尔内米尔蛇颈龙”）由Sciau等人于1990年根据一副接近完整的骨骼所命名，该骨骼属于一只身长13米（43英尺）左右的动物。其后来被发现是小锁龙的一个种。
以下分支图遵循凯彻姆与本森2011年的一项分析。